# Zuzanna U Sur-im
Zuzanna U Sur-im (ko. 우술임 수산나) (ur. 1803 w Kwangju, Korea, zm. 20 września 1846 w więzieniu w Seulu) – koreańska męczennica, święta Kościoła katolickiego.

## Życiorys
Zuzanna U Sur-im pochodziła ze szlacheckiej rodziny. W wieku 15 lat wyszła za mąż za katolika. Po pewnym czasie sama stała się chrześcijanką.
W związku z prześladowaniami katolików w Korei została aresztowana w 1828 roku i poddana torturom. Ponieważ była w tym czasie w ciąży została wypuszczona do domu. Po śmierci męża w 1841 roku przeprowadziła się do Seulu. 10 lipca 1846 roku aresztowano ją w domu Karola Hyŏn Sŏng-mun razem z Teresą Kim Im-i, Agatą Yi Kan-nan i Katarzyną Chŏng Ch’ŏr-yŏm. Wszystkie one poniosły śmierć męczeńską 20 września 1846 roku.

## Beatyfikacja i kanonizacja
Beatyfikowana 5 lipca 1925 roku przez Piusa XI, kanonizowana 6 maja 1984 roku przez Jana Pawła II w grupie 103 męczenników koreańskich.
Dzień wspomnienia 20 września (w grupie 103 męczenników koreańskich).